# Albert III Achille de Brandebourg
Pour les articles homonymes, voir Albert III.
 (février 2017).
Si vous disposez d'ouvrages ou d'articles de référence ou si vous connaissez des sites web de qualité traitant du thème abordé ici, merci de compléter l'article en donnant les références utiles à sa vérifiabilité et en les liant à la section « Notes et références ».
Albert, dit l'Achille ou l'Ulysse, né le 9 novembre 1414 à Tangermünde et mort le 11 mars 1486 à Francfort-sur-le-Main, est un prince de la maison de Hohenzollern, fils de l'électeur Frédéric Ier de Brandebourg et d'Élisabeth de Bavière-Landshut. Il fut margrave de Brandebourg-Ansbach de 1440 et margrave de Brandebourg-Kulmbach (Albert Ier) de 1457 puis électeur de Brandebourg (Albert III) de 1471 jusqu'à sa mort.
Son surnom, introduit par l'écrivain Æneas Sylvius, le futur pape Pie II, résulte de ses succès militaires. C'est l'un des plus célèbres reîtres de son époque.

## Biographie
Né au château de Tangermünde, Albert III est le troisième fils du burgrave Frédéric Ier de Nuremberg (1371-1440), nommé électeur de Brandebourg en 1415, et de son épouse Élisabeth (1383-1442), fille du duc Frédéric de Bavière-Landshut.
Il participe aux croisades contre les Hussites, puis apporte son soutien au roi Albert II contre la Pologne. Après le décès son père le 20 septembre 1440, Albert reçoit en héritage la principauté d'Ansbach, lorsque ses frères aînés ont obtenu les autres terres des Hohenzollern. Malgré son peu de ressources, il prend une place importante parmi les princes germaniques en résistant aux villes en Franconie désireuses d'obtenir leur indépendance.
En 1443, il forme une ligue dirigée principalement contre les citoyens de Nuremberg, où jadis ses ancêtres exerçaient le pouvoir de burgrave. Cette lutte démarre seulement en 1448. Après sa défaite à la bataille de Pilenreuther Weiher, le traité de Barnberg est signé le 22 juin 1450 : Albert doit rendre les territoires conquis et reconnaître l'indépendance de Nuremberg et des villes avoisinantes.
Albert soutient l'empereur Frédéric III lors de sa lutte contre les princes désireux d'apporter des réformes au Saint-Empire romain. En échange de sa fidélité, l'électeur reçoit de l'empereur un grand nombre de faveurs, y compris des droits juridiques qui déclenchent l'irritation des princes voisins.
En 1457, Albert arrange le mariage de son fils aîné Jean Cicéron avec Marguerite, fille du landgrave Guillaume II de Thuringe, lui-même fils de l'électeur Frédéric Ier de Saxe, héritier des droits de succession sur la Hongrie et la Bohême, et arrière-petite-fille de l'empereur Sigismond. Cette tentative d'acquisition de ces deux trônes pour la maison de Hohenzollern échoue ; une tentative de restauration du titre de duc de Franconie par Albert échoue également.
Les dissensions entre les princes concernant la Réforme hussite aboutissent à une guerre ouverte en 1460. Albert est confronté à une ligue conduite par le comte palatin Frédéric Ier et Louis IX de Bavière-Landshut. Défait dans ce conflit qui trouve son terme en 1462, Albert s'allie avec son ancien ennemi, le roi de Bohême Georges de Podiebrady, une action qui pousse le pape Paul II à excommunier Albert. Le margrave était également en conflit avec ses voisins, les princes-évêques Rodolphe II de Wurtzbourg et Philippe de Bamberg.
En 1457, lorsque son frère Jean IV abdique, Albert hérite de la principauté de Kulmbach, puis après l'abdication de son frère Frédéric II en 1470, il hérite de la marche de Brandebourg et du titre de prince-électeur. Après la guerre de Succession de Stettin, par le traité de Prenzlau signé en 1472, il apporte à la maison de Hohenzollern la suprématie sur le duché de Poméranie. En février 1473, Albert décrète que l'électorat de Brandebourg doit revenir en totalité au fils aîné, alors que les cadets recevront les possessions franconiennes des Hohenzollern (Dispositio Achillea).
En 1486, Albert participe à l'élection de Maximilien Ier de Habsbourg en tant que roi des Romains à la diète de Francfort-sur-le-Main où il meurt le 11 mars. Il est inhumé en la collégiale de Heilsbronn. Albert laisse une grosse fortune à ses héritiers : l'aîné, Jean Cicéron, obtient le Brandebourg, tandis que les cadets Sigismond et Frédéric II reçoivent respectivement Kulmbach et Ansbach.

## Mariages et descendance
En 1446, Albert III de Brandebourg épouse Marguerite de Bade (en) (1431-1457), fille du margrave Jacques Ier de Bade et de Catherine de Lorraine. Six enfants sont nés de cette union :
- Wolfgang (1450-1450) ;
- Ursule (en) (25 septembre 1450 – 25 octobre 1508), épouse le duc Henri Ier de Münsterberg-Oels ;
- Élisabeth (en) (29 octobre 1451 – 28 mars 1524), épouse le duc Eberhard VI de Wurtemberg ;
- Marguerite (en) (18 avril 1453 – 27 avril 1509), abbesse à Hof ;
- Jean Cicéron (2 août 1455 – 9 janvier 1499), électeur de Brandebourg ;
- Frédéric (mort jeune).

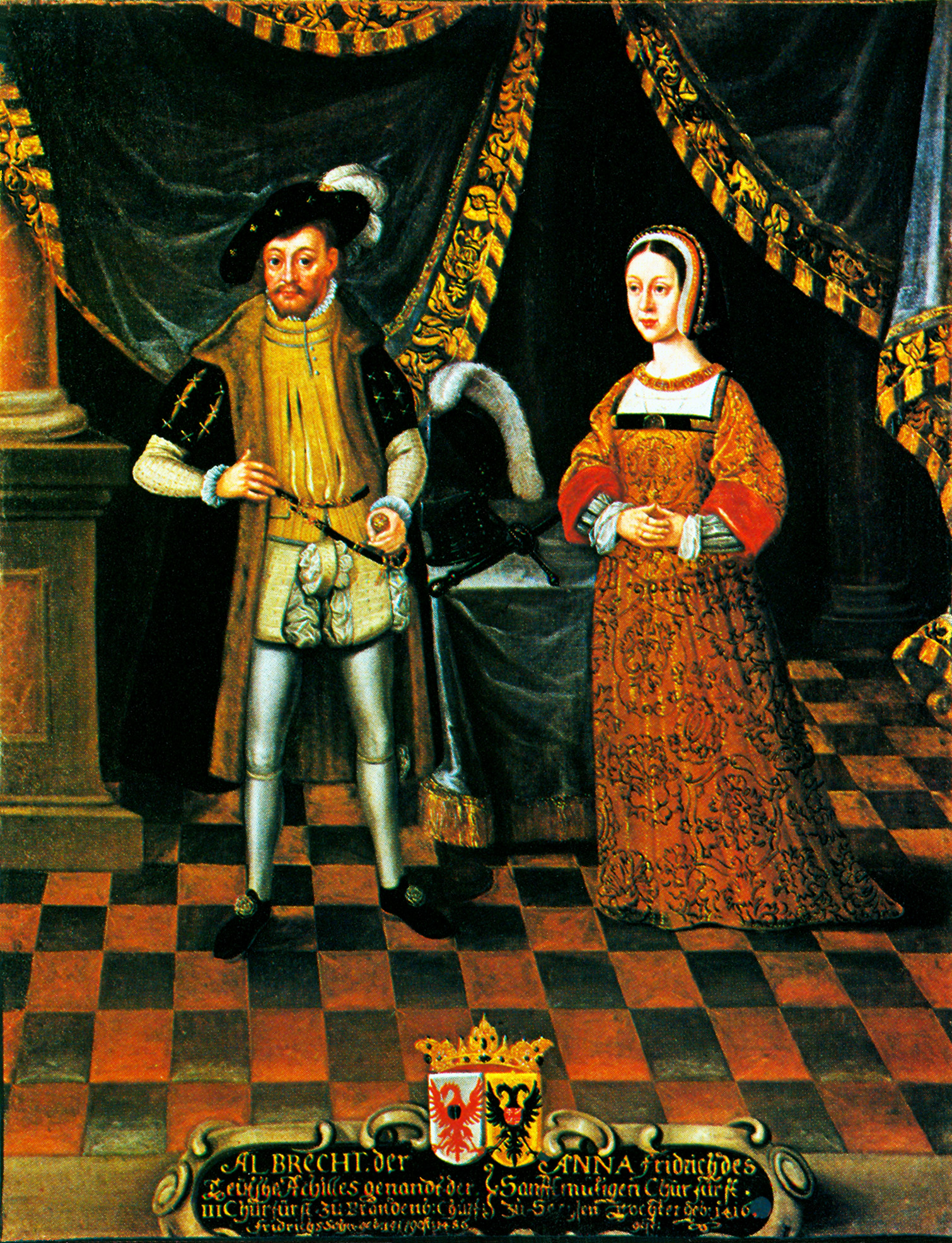
Albert Achille et sa deuxième épouse, Anne de Saxe.

Veuf, Albert Achille se remarie le 12 novembre 1458 avec Anne de Saxe (1437-1512), fille de l'électeur Frédéric II de Saxe. Treize enfants sont nés de cette union :
- Frédéric II (8 mai 1460 – 4 avril 1536), margrave de Brandebourg-Ansbach ;
- Amélie (en) (1er octobre 1461 – 3 septembre 1481), épouse en 1478 le comte Gaspard de Bavière ;
- Anne (1462-1462) ;
- Barbara (30 mai 1464 – 4 septembre 1515), épouse en 1472 le duc Henri XI de Głogów, puis en 1476 le roi Vladislas IV de Bohême ;
- Albert (1466-1466) ;
- Sibylle (31 mai 1467 – 9 juillet 1524), épouse en 1481 le duc Guillaume de Juliers-Berg ;
- Sigismond (27 septembre 1468 – 26 février 1495), margrave de Brandebourg-Kulmbach ;
- Albert (1470-1470) ;
- Georges (30 décembre 1472 – 5 décembre 1476) ;
- Dorothée (12 décembre 1471 – 13 février 1520), abbesse à Bamberg ;
- Élisabeth (8 avril 1474 – 25 avril 1507), épouse en 1491 le comte Hermann VIII de Henneberg-Aschach ;
- Madeleine (29 juillet 1476 – avant le 4 février 1480) ;
- Anastasie (14 mars 1478 – 4 juillet 1534), épouse en 1500 le comte Guillaume IV de Henneberg-Schleusingen.